# ザイン・デービズ
ザイン・デービズ（Zain Davids、1997年5月4日 - ）は、南アフリカ共和国のラグビー選手。

## プロフィール
- 南アフリカケープタウン出身。
- ポジションはフランカー(FL)、センター(CTB)。
- 身長 184cm、体重 97kg
- U20南アフリカ代表に選ばれたことがある[1]。

## 略歴
2021年、東京五輪の7人制南アフリカ代表に選ばれた。
2024年、2024パリ五輪の7人制南アフリカ共和国代表に選ばれて銅メダル獲得。